# ASMOSIA
Az ASMOSIA (angolul the Association for the Study of Marble and Other Stones In Antiquity) egy 1988-ban alapított nemzetközi tudományos egyesület, amely az antik építő- és díszítőkövek (ezen belül is kiemelten a márvány) tudományos vizsgálatával foglalkozik, elsősorban a Mediterráneumban és Kis-Ázsia területén, de tágabb értelemben az antik világ egészében. A kutatások kiterjednek a felhasznált kőzetek eredetének vizsgálatára, az eredeti antik kőbányák helyének és az egykori bányászati technikáknak a megállapítására, az antik építőkő-kereskedelem útvonalainak, nemzetközi kapcsolatainak feltárására, és természetesen maguknak a régészeti lelőhelyeken, hajóroncsokban talált épület- vagy szobormaradványok különféle technikájú elemzésére.
Az egyesület alapcélja a témával kapcsolatos információk minél szélesebb körű ismertté tétele, mind tudományos, mind ismeretterjesztő jelleggel. Tudományos konferencia formájában rendezett közgyűléseit 2-3 évente tartja olyan helyszíneken, ahol a témával foglalkozó intézmény vagy fontos régészeti lelőhely van.

## Tagjai
Az egyesület tagjai főként régészek, muzeológusok, művészettörténészek, illetve anyagvizsgálattal foglalkozó természettudományi kutatók, de mindenképpen jellemző rájuk az interdiszciplinaritás.
Az ASMOSIAnak több aktív magyar tagja is van, a művelt témáik az alpi, illetve a kis-ázsiai márványlelőhelyekhez, illetve az ókori Trójából származó márványleletekhez kapcsolódnak.

## ASMOSIA-konferenciák
Az egyesület 2-3 évente tart közgyűlést, melynek tudományos anyagát kötetekben publikálják. Az eddigi konferenciahelyszínek:
- 1988 Lucca (Olaszország)
- 1990 Leuven (Belgium)
- 1993 Athén (Görögország)
- 1995 Bordeaux (Franciaország)
- 1998 Boston (USA)
- 2000 Velence (Olaszország)
- 2003 Thászosz (Görögország)
- 2006 Aix-en-Provence (Franciaország)
- 2009 Tarragona (Spanyolország)[4]
- 2012 Róma (Olaszország)[5]
- 2015 Split (Horvátország)[6]
- 2018 İzmir (Törökország)[7]
- 2022 Bécs (Ausztria)[8]

Az ASMOSIA-kötetek általában az adott konferenciát rendező intézményhez kapcsolódó folyóirat vagy kötetsorozatban jelennek meg, magának az egyesületnek a folyóirata (ASMOSIA Newsletter) csak online formában létezik, és főleg egyesületi híreket közöl.

## Külső hivatkozások
- Az ASMOSIA honlapja